# Nationalisme sicilien

Drapeau du Mouvement indépendantiste sicilien

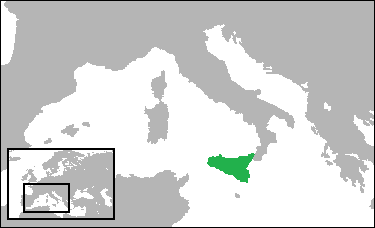
Sicile

Le nationalisme sicilien est constitué de différents mouvements présents aussi bien dans la région autonome de Sicile, que dans la diaspora sicilienne, recherchant une plus grande autonomie ou même l'indépendance de la région, et promouvant la défense de l'héritage, des traditions, de la culture et de la langue sicilienne,.
Différents mouvements autonomistes et séparatistes de Sicile ont reçu un soutien provenant de la gauche, de la droite et du centre. Historiquement, le parti sicilien le plus notablement connu pour son programme nationaliste fut le séparatiste Mouvement pour l'indépendance de la Sicile (MIS), qui eut quatre sièges au Sénat et neuf sièges à la Chambre des députés à son apogée dans la seconde moitié des années 1940. 
À l'époque contemporaine, le parti sicilianiste le plus important a été le Parti des Siciliens (en), autonomiste et membre de la grande coalition Mouvement pour les autonomies, qui gouverna la Sicile sous la présidence de Raffaele Lombardo de 2008 à 2012.

## Idéologie
L'indépendantisme sicilien se base sur le principe selon lequel la Sicile est une nation qui possède sa propre histoire, sa propre culture et sa propre langue, et sur l'affirmation du fait que la Sicile ne pourra pas retrouver son plein développement culturel, social et économique tant qu'elle continuera à faire partie du système étatique italien ou qu'elle n'aura pas sa propre architecture étatique indépendante, responsable et autonome,,.

## Histoire

### Antécédents
Bien que l'idée d'indépendance, dans le sens moderne du terme, soit née seulement avec le Romantisme, accompagnée du concept d'État-nation, les idées d'émancipation de l'île sicilienne furent nombreuses auparavant. Il est donc possible de noter, parmi les exemples, la révoltes des Sicules avec Doukétios, ou pendant la période romaine, celle des esclaves avec Eunus.
Durant tout le Moyen Âge et jusqu'aux Lumières, les barons n'ont de cesse de défendre la féodalité contre le pouvoir central royal, au nom d'une tradition sicilienne.

### Les Vêpres
Les Vêpres siciliennes sont considérées comme les progénitrices du nationalisme moderne. Ce fut en fait un mouvement de séparation des étrangers de l'époque, les français angevins. Comme témoigne l'émergence en Europe du terme siculus à la fin du XIIIe siècle pour désigner les Siciliens, l'idée d'une nation sicilienne apparait à cette époque. Chrétiens de rite latin, parlant un sicilien influencé par le toscan, gibelins par opposition aux Français et à Rome, les Siciliens acceptent les souverains aragonais pour ce qu'ils incarnent un prolongement de la politique frédéricienne, l'époque normano-souabe étant devenue dans les esprits locaux l'âge d'or de l’autonomie sicilienne.

### Les révoltes contre les vice-rois
À la fin de son indépendance comme royaume (première moitié du Quinzième siècle), la Sicile se retrouve réduite au rang de vice-royaume espagnol, ce qui entraînera un profond déclin économique et une détresse générale de la population qui vivait dans la misère. Les révoltes anti-espagnoles de Messine de 1647 et 1648, qui s'étendirent à toute l'île, furent menées par deux personnalités : Giuseppe D'Alesi et Nino La Pelosa, qui cherchèrent à chasser les vice-rois, pour instaurer une république indépendante, mais celle-ci durera seulement pendant une brève période. Il faut aussi noter la révolte anti-espagnole de Messine, entre 1674 et 1678, au cours de laquelle la cité du Détroit se souleva contre la domination espagnole. Messine ambitionnait à devenir une république oligarchique et mercantile à l'instar de la république de Gênes et de la république de Venise. La révolte fut réprimée dans le sang et la cité rebelle fut déclarée « morte civilement ».

### Le séparatisme de Di Blasi
Francesco Paolo Di Blasi peut, à l'égal de Giuseppe D'Alesi et de Nino La Pelosa, être considéré comme un séparatiste républicain. Le martyr de Palerme fonda une Académie de langue sicilenne pour réhabiliter la langue de l'île et pour instaurer une sorte d'identité sicilienne même dans les classes sociales les plus basses. Di Blasi, fasciné par les doctrines de la Révolution française, cherchera par tous les moyens à fonder une république sicilienne, mais découvert, il sera décapité en 1795.

### XIXesiècleet révoltes contre les Bourbons
À partir de la moitié du XVIIIe siècle et durant le XIXe siècle, l'idée de la nation sicilienne émerge à partir de la défense des privilèges des grands aristocrates contre les réformes économiques et sociales prônées par Naples. 
Jusqu'à 1814, le royaume de Sicile avait maintenu ses propres institutions symbolisées par le Parlement sicilien, malgré l'union personnelle avec le royaume de Naples ; le roi des Deux-Siciles attachait néanmoins une plus grande attention à la partie continentale de son royaume, provoquant un grave mécontentement au sein du peuple sicilien. En 1806, le roi Ferdinand Ier des Deux-Siciles, fuyant Naples occupé par Napoléon Ier, se réfugie en Sicile, où il reçut avec les honneurs : les Siciliens demandent à voix haute une Constitution qui puisse garantir la stabilité de l'État et une meilleure application du droit. Poussé également par les intérêts économiques des Britanniques sur l'île, Ferdinand concède la Constitution sicilienne de 1812, de claire inspiration anglaise, qui deviendra vite un exemple de libéralité pour l'époque. En 1814 cependant, à la suite du congrès de Vienne, le roi Ferdinand Ier des Deux-Siciles accomplit un véritable coup d'état : il réunit le royaume de Sicile et le royaume de Naples sous une seule couronne, celle du nouveau-né royaume des Deux-Siciles, éliminant le Parlement sicilien qu'il déclare de facto déchu. La monarchie des Bourbons accomplit sa restauration sans rétablir l'union des royaumes de Naples et de Sicile dans leurs statuts antérieurs à 1789, et fait un bond en arrière de cinq siècles et demi en restaurant en quelque sorte le royaume de Charles Ier de Sicile. L'acte fut perçu par la classe politique sicilienne comme un affront, La Sicile ayant formé pendant au moins 700 ans un royaume indépendant dans tous les sens du terme. Quasi immédiatement commença une campagne anti-bourbons, accompagnée d'une propagande en faveur de l'identité sicilienne (it), menée principalement par l'aristocratie de Palerme. Cela déboucha en 1820 à la révolte de Palerme, qui amena à la mise en place d'un gouvernement provisoire, ouvertement séparatiste. Toutefois, le manque de coordination des forces des diverses cités siciliennes entraîna l'affaiblissement du gouvernement provisoire (Messine et Catane s'opposèrent à la volonté de Palerme de gouverner l'île), qui bien vite chuta sous les coups de la répression des Bourbons. Le patriote carbonaro Gaetano Abela en fut une des victimes éminentes. L'échec de cette première révolution ne découragea pas les forces politiques sicilianistes, qui réessayèrent environ 20 ans plus tard.

### La révolution de 1848

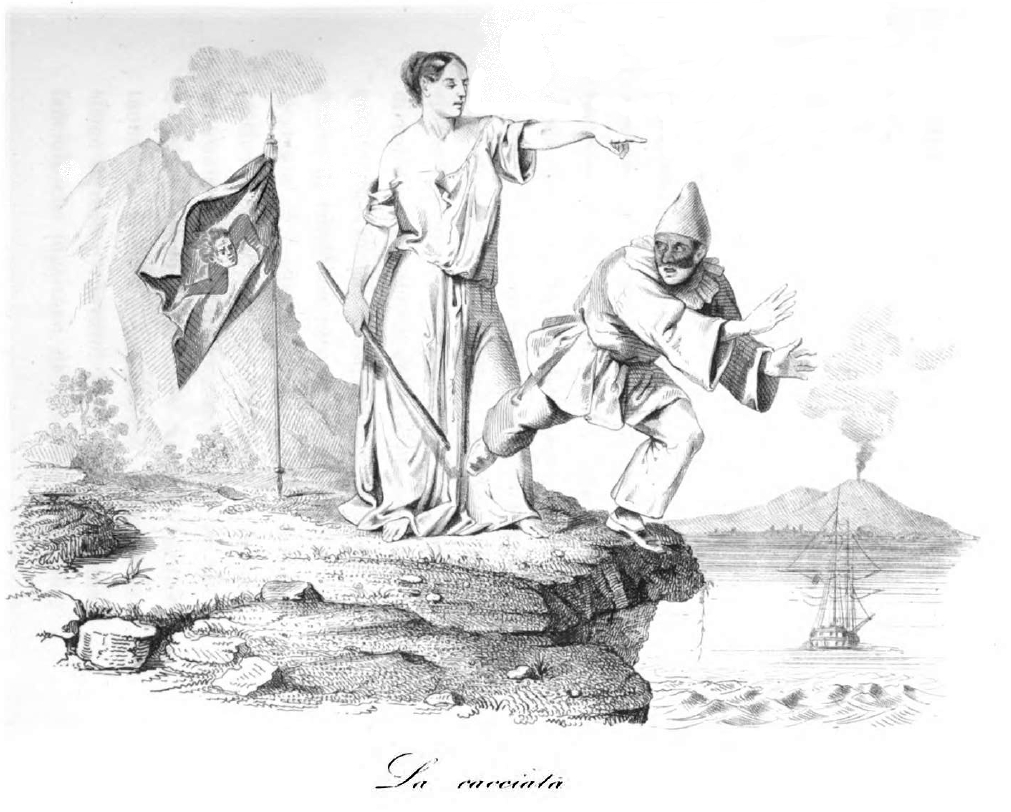
Impression allégorique qui montre l'expulsion des troupes napolitaines de la Sicile au début de l'insurrection

En juillet 1848, après une crise économique prolongée, à Palerme, à la Chiazza dâ Feravecchia, débuta une nouvelle révolution indépendantiste, dirigée par Giuseppe La Masa. Après des échanges meurtriers, La Masa, commandant l'armée populaire, réussit à chasser la lieutenance générale et une grande partie de l'armée des Bourbons de la Sicile, et constitua un « comité général révolutionnaire » au début du mois de février. Le comité général institua un gouvernement provisoire à Palerme ; au milieu de l'enthousiasme général et dans un climat d'optimisme, Ruggero Settimo, un libéral modéré appartenant à la noblesse sicilienne, fut nommé président. le 13 avril 1848, le parlement sicilien compléta l'indépendance par une nouvelle délibération dans laquelle il affirma que :
1. Ferdinand de Bourbon et sa dynastie sont pour toujours déchu du Trône de Sicile.
2. La Sicile sera dirigée par un Gouvernement Constitutionnel, et appellera au Trône un prince italien après avoir réformé son Statut[15].

### Le sicilianisme
Avec la naissance du projet d'unité italienne se développe chez les Siciliens l'idée d'une autonomie au sein d'une Italie unifiée et fédérale, au détriment de l'indépendance totale. Ainsi, les 37 membres du  Conseil extraordinaire d’État formé par le pro-dictateur Antonio Mordini, parmi lesquels les autonomistes modérés Michele Amari et Francesco Ferrara, réclament le 19 octobre 1860 un statut spécial pour la Sicile. Deux jours plus tard, le plébiscite entérine l'annexion par le royaume du Piemont-Sardaigne. Ni Cavour ni ses héritiers de la Droite historique ne donnent de libertés spécifiques à la Sicile au nom de l'unité nationale, et le nouvel État italien écrase les révoltes insulaires de 1862, 1863 et 1866.
Alors que la gauche obtient la quasi-totalité des sièges de parlementaires en Sicile en 1874 et 1876, et que les travailleurs menacent de s'unir au sein des ligues socialisantes, l'élite sicilienne cherche à diffuser un contre-discours réactionnaire, le sicilianisme. La théorie consiste à nourrir le mythe d'une nation sicilienne unie dont tous les habitants ont été victimes de l'exploitation multiséculaire et du mépris des dirigeants étrangers (les Piémonts comme les Napolitains et les Aragonais avant eux). Elle se veut interclassiste sans souhaiter donner de pouvoir à la bourgeoisie et véhicule l'image d'une île imperméable à la modernité et au développement, où règne les propriétaires de latifundia et le crime organisé.  
Ainsi la question méridionale se nourrit de la lutte entre les héritiers de la puissance féodale et l'état central savoyard en unissant anti-bonapartisme du XVIIIe siècle et méridionalisme post-unitaire dans un discours victimaire décrivant une Sicile riche de ses ressources naturelles et ses terres, systématiquement pillée par des puissances étrangères, trahie dans les promesses du Risorgimento, sacrifiée par le protectionnisme dicté par l'Italie du Nord.  
Le sicilien Crispi, président du Conseil, s'oppose au sicilianisme par sa volonté d'une Italie unifié, mais cette idée d'un traitement différencié du reste de la Nation se retrouve dans l'action de son successeur, Antonio di Rudinì, qui cherche à restaurer le pouvoir nobiliaire des grands propriétaires fonciers contre le mouvement syndical et politique réformiste. Au sortir de la Première Guerre mondiale, le discours sicilianiste est repris par la majorité des élus de l'île et particulièrement par le Parti agraire sicilien qui aspire à une économie sicilienne libérée du protectionnisme imposé par l’État au profit des industriels et ouvriers du Nord au détriment des intérêts siciliens. Mais cette aspiration d'indépendance des élites aristocratiques et bourgeoises se fait en rejettant voire en réprimant les initiatives populaires comme les faisceaux des travailleurs. 

### Leséparatismede Finocchiaro Aprile et de Canepa
Après la Seconde Guerre mondiale, une autre période s'ouvre entre 1943 et 1950 environ, avec la naissance du Mouvement pour l'indépendance de la Sicile. 
L'indépendantisme sicilien renaît sous la plume du comte Lucio Tasca Bordonaro, ancien membre du parti agrarien. Dans son Elogio del latifundio siciliano, paru en 1941 et réédité en 1944, il considère que le fascisme a été imposé au Sud par la logique centralisatrice de l’État italien et défend le latifundium des grands propriétaires comme moyen de relancer l'économie. Les latifundistes siciliens tentent ainsi à nouveau de s'opposer à l’État. pour conserver leurs privilèges découlant du sous-développement socioéconomique de l'île, et notamment au risque de réforme agraire.
Le 12 juin 1943, à l'occasion de la chute de Pantelleria, est diffusé une proclamation séparatiste par le Comité d'action provisoire qui se transforme dans les semaines suivantes en Comité pour l'indépendance sicilienne. Après le débarquement allié en Sicile, le mouvement séparatiste se renforce en élargissant sa base auprès des masses. La fin du fascisme se liait à l'imminente dissolution de l'Unité italienne. Le principal promoteur de l'initiative est Andrea Finocchiaro Aprile, considéré comme le père du séparatisme sicilien contemporain. Les points principaux de son programme sont : autodétermination et république indépendante de Sicile à laquelle serait rattachées la Tripolitaine et la Tunisie. Mais le parti est alors essentiellement celui des défenseurs du latifundium, aristocrates et grands propriétaires fonciers ainsi que des gabellotti. Cette aspiration à restaurer un système semi-féodale lui vaut la défiance des démocraties alliées, malgré la force antibolchévique qu'elle représente.
Après la libération de Palerme, une délégation menée par Finocchiaro Aprile plaide auprès de Charles Poletti et Francis Rennell Rodd pour l'indépendance sicilienne tandis que la conférence de Moscou d'octobre 1943 acte la restitution de la Sicile à l'Italie. Le 9 décembre 1943, malgré l'interdiction de toute activité politique, les partisans du séparatisme se réunissent à Palerme. En réponse, Charles Poletti demande l'adhésion des neuf préfets de l'île au projet d'une Sicile fortement autonome au sein de l'Italie. Le 16 janvier et 13 février 1944, Finocchiaro Aprile appelle au soulèvement et tente de tirer profit de la contestation du rappel dans l'armée des hommes de 20 à 22 ans sous le slogan « Non si parte », dans un contexte de crise alimentaire et économique, sans parvenir à imposer ses idées.
Lors de la création d'une commission régionale pour réfléchir à d'autonomie de la région sicilienne, le 28 décembre 1944, les séparatistes, selon le slogan de Finocchiaro Aprile « O indipendenza, o morte », refusent de siéger parmi les 36 membres. Initiés par des fascistes laissés en liberté puis grossis par les séparatistes et les mafieux, les mouvements de refus de la conscription des classes 1921-1922 alimente les rangs des séparatistes qui regroupent selon Finocchiaro Aprile jusqu'à 500000 militants. Fin octobre 1944, une grève à Palerme cause 26 morts et cent trente blessés. D'autres heurts se déroulent en janvier à Catane, Raguse, Comiso, Vittoria et Giarratana qui provoquent 38 morts et 86 blessés. Au printemps 1945, les indépendantistes adressent une demande pour une république sicilienne indépendante auprès de la conférence de San Francisco.
Une autre grande figure éminente est celle d'Antonio Canepa, de tendance socialiste révolutionnaire, professeur à l'université royale de Catane, et aussi antifasciste, partisan et agent des services secrets britanniques. Canepa est le fondateur de l'EVIS (it) (en italien Esercito volontario per l'indipendenza della Sicilia ou Armée volontaire pour l'indépendance de la Sicile) qui commence sa propre activité en février 1945 en riposte à la restitution par les Alliés de la Sicile au gouvernement italien. La naissance d'une telle organisation, dont l'existence n'est pas publiquement appuyée par le MIS (elle est ainsi refusée par certains de ses dirigeants comme Antonino Varvaro, lui aussi de gauche), est motivée par la nécessité d'une riposte à la croissante « répression coloniale italienne ». Le même Canepa est tué avec deux jeunes militants Rosano et Lo Giudice, aux alentours de Randazzo après un échange de tirs avec les Carabiniers, le matin du 17 juin 1945, dans des circonstances non encore éclaircies.
Partisan d'un état laïque interclassiste, contre la démocratie chrétienne et le communisme, Andrea Finocchiaro Aprile est exilé par le gouvernement à Ponza. Les indépendantistes monarchistes, conduits par le comte Lucio Tasca, ancien leader du parti agrarien, s'imposent aux républicains représentés par Varvaro, ancien second Finocchiaro Aprile.
Après la mort de Mario Turri (nom de guerre d'Antonio Canepa), les rangs de l'armée - renfloués par des criminels connus comme Salvatore Giuliano et Rosario Avila - passent sous le commandement de Concetto Gallo (it), lequel crée la Jeunesse révolutionnaire indépendantiste sicilienne en s’inspirant du carbonarisme et de Giovine Italia. L'action des bandes armées met durement à l'épreuve les forces de l'ordre par des assauts sur les convois, les camionnettes, les casernes et les gares, provoquant un nombre élevé de victimes. Le ministre socialiste de l'Intérieur Giuseppe Romita répond par la légalisation du MIS, Finocchiaro Aprile étant libéré, et par l'envoi contre le banditisme de la division Aoste - en appui à la Sabauda (it) - et de la Brigade Garibaldi. La principale rencontre armée a lieu à San Mauro (it) de Caltagirone, le 29 décembre 1945. Les troupes italiennes réussissent à prendre le dessus sur les forces adverses et arrêtent Concetto Gallo (it). 
Les dernières opérations de grande envergure redimensionnent l'Evis et permettent à l'État d'engager les pourparlers avec les autonomistes qui conduisent à l'autonomie spéciale du 15 mai 1946, notamment à travers l'idéologie réparationniste, considérant l’État italien historiquement coupable du sous-développement de l'île et donc redevable d'une rente compensatrice annuelle mentionnée dans l'article 38. Revendiquant jusqu'à 400 000 adhérents, le MIS n'obtient que 170000 voix lors des élections constituantes du 2 juin 1946, soit 10 % des votes, le même score obtenu à l'élection de la première assemblée régionale, en avril 1947. Alors que certains autonomistes espèrent que le giron italien permette d'amener une réforme sociale en Sicile, la droite et la Démocratie chrétienne, se faisant écho des intérêts des grands propriétaires, font du statut spécial un outil de l'immobilisme politique.  
Le MIS continuera à survivre, quoique désormais vidé de ses contenus. Il ne peut pas présenter de candidats aux législatives d'avril 1948.

## Organisation actuelle
Diverses organisation et partis se réfèrent à ce courant politique comme le Front national sicilien, d'inspiration socialiste et progressiste (fondé en 1964), ou le Mouvement pour l'indépendance de la Sicile, constitué officiellement en 2004, qui a expressément repris l'idéologie du MIS (en sachant qu'il n'y a jamais eu de dissolution formelle)
De manière générale, ces groupes visent à l'indépendance par voie pacifique et démocratique, évoquant le droit à l'autodétermination de la Sicile. Cependant, de telles propositions sont pour l'instant éloignées des aspirations populaires comme en témoignent les élections régionales de 2006 en Sicile ou les élections générales italiennes de 2008, et il faut souligner que beaucoup de partis n'aspirent pas à une véritable indépendance, mais plutôt une forte autonomie de la Sicile.

### Soutien politique
Après les élections régionales de 2012, la coalition sicilianiste la plus importante,, dirigée par l'ex-forziste Gianfranco Miccichè, obtient 19,98 % des voix, et ne fait plus partie de la coalition de gouvernement et siège dans l'opposition au sein de l'Assemblée régionale sicilienne.

#### soutien électoral en 2006
| Parti                                                | Voix    | Pourcentage | Sièges |
| ---------------------------------------------------- | ------- | ----------- | ------ |
| Mouvement pour les autonomies - Nouvelle Sicile (it) | 308,219 | 12.52 %     | 10     |
| Alliance sicilienne (en)                             | 59,380  | 2.41 %      | 0      |
| Chrétiens Démocrates pour l'autonomie                | 6,530   | 0.26 %      | 0      |
| TOTAL:                                               | 374,129 | 15.19 %     | 10     |

#### soutien électoral en 2008
| Parti                                              | Voix    | Pourcentage | Sièges |
| -------------------------------------------------- | ------- | ----------- | ------ |
| Mouvement pour les autonomies - Alliés pour le Sud | 375,587 | 13.94 %     | 15     |
| Sicile forte et libre                              | 119,892 | 4.45 %      | 0      |
| Démocrates autonomistes (en)                       | 101,449 | 3.76 %      | 0      |
| TOTAL:                                             | 596,928 | 22.15 %     | 15     |

#### soutien électoral en 2012
| Parti                                                    | Voix    | Pourcentage | Sièges |
| -------------------------------------------------------- | ------- | ----------- | ------ |
| Parti des Siciliens (en) - Mouvement pour les autonomies | 182,737 | 9.53 %      | 7      |
| Force du Sud - Grande Sud                                | 115,444 | 6.02 %      | 3      |
| Peuple des fourches - Front national sicilien            | 23,965  | 1.25 %      | 0      |
| Révolution sicilienne                                    | 22,422  | 1.17 %      | 0      |
| TOTAL:                                                   | 344,568 | 17.97 %     | 10     |